# 金の彼女 銀の彼女
『金の彼女 銀の彼女』（きんのかのじょ ぎんのかのじょ）は、赤衣丸歩郎による日本の漫画作品。『月刊少年マガジン』（講談社）にて2014年3月号から2018年5月号まで連載された。ダブルヒロインのラブコメとなっている。
メディアミックスの一環で、2015年にドラマCDが発売された。

## ストーリー
安田登郎が憧れる綾之峰財閥のお嬢様である綾之峰英里華。彼女は綾峰山の伝説の泉に落ち、泉の女神によって金と銀二人の英里華に分裂してしまった。二人の英里華は登郎に迫られながら、かつ他の少女たちを巻き込んだ登郎争奪戦を展開することになる。

## 登場人物
声はドラマCD版の声優。

### 主要登場人物
安田 登郎（やすだ のぼろう）
声 - 岡本信彦
綾之峰学園の1年生の普通科コース男子生徒で、ロッククライミングが得意。周囲から野生児と目されており、入学式の前に校門で出会った英里華に一目惚れし、積極的にアタックしている。性格は明るくスケベで前向き。自覚はないがもてる。本命は金の英里華だが、一緒にいる時間の長い銀香とは息の合った悪友のような夫婦漫才のような関係になる。
綾之峰 英里華（あやのみね えりか）
声 - 堀江由衣
綾之峰学園の1年生の特別クラス女子生徒で、生徒会長。綾之峰財閥の次期当主であるが、その重圧に耐えかねて言い伝えの泉で不満をぶちまけていたところを登郎に聞かれてしまい、もみ合っているうちに泉に落ちてしまい、金髪の英里華と銀髪の英里華の二人に分裂してしまった。以降は、金髪の英里華が「綾之峰の姫」として遇するよう曾祖母の由里華が決定し、金髪を黒髪に染めて「綾之峰英里華」として活動している。温和で上品なお嬢様でいることを強いられているため、ストレスを溜め込んでいる。登郎に突っ込みを入れるときは「えろがっぱ」と呼ぶ。
綾之峰 銀香（あやのみね ぎんか）
声 - 沢城みゆき
二人に分裂した英里華の内の銀髪の英里華で、泉の女神の一族に伝わる「金と銀の秘法」の成分分配比率によって、性格と口調が乱暴になっているが、英理華いわく好みは変わっていないらしい。曾祖母の由里華の決定で一生座敷牢に幽閉されるところを逃亡し、登郎と再会し金髪の英里華の心を開かせるアドバイスをした後、それを貸しにして安田家に強引に居候する。分裂以降に初登校した際に、ジーヤによって「綾之峰銀香」と命名され、翌日に普通科コースに編入した。登郎に英理華を落とす助言をしたり志保や加奈子の同人活動を手伝うなど、世話好きな一面があるが、もとがお嬢様育ちの英理華なので生活力はない。そばにいる時間の長さから登郎のラッキースケベの被害者になることが多く、そのつど「エロガッパ」と呼んで突っ込みを入れるのがお約束になる。

### 綾之峰家関係者
綾之峰 由里華（あやのみね ゆりか）
綾之峰家の先々代当主で、英里華の曾祖母。
綾之峰 万里華（あやのみね まりか）
英里華の叔母で、綾之峰財閥の代理当主。
綾之峰 征麻呂（あやのみね ゆきまろ）
綾之峰財閥傘下の五大企業の一つである綾之峰電子の社長で、万里華とは従兄弟。
英里華の10歳の誕生祝いのパーティーで、綾之峰家先々代当主の長男の息子である自分こそが綾之峰家の頂点に座るべきと主張し、英里華にプロポーズして万里華に蹴飛ばされた後、綾之峰電子USA支社長として国外追放された。しかし、業績を上げて英里華の見合いの前に綾之峰電子本社社長に復帰した。
綾之峰 征綺華（あやのみね ゆきか）
征麻呂の息子で、英里華の見合い相手である男の娘。登郎たちによって見合いが破談になった後、普通科コースに女子として編入し登郎に猛アタックをする。
綾之峰 歌凜子（あやのみね かりんこ）
本州の南数百キロの地点にある南洋の孤島・天鏡島に、綾之峰家が設立させた天文方を統べる「星詠みの巫女姫」。英里華の巫女としての先生で、未来を見ることが出来る。
ジーヤ・芹沢・マクミラン（ジーヤ・せりざわ・マクミラン）
声 - 瀬戸麻沙美
英里華の筆頭執事で、バヤリーの姉でもある。有能でスタイルも良い出来る女で、主人である英里華や銀香にも容赦がない。
バヤリー・芹沢・マクミラン（バヤリー・せりざわ・マクミラン）
声 - 優木かな
英里華親衛隊の隊長で、ジーヤの妹でもある。姉のジーヤに対して、複雑な感情を抱いている。登郎からはよく「バーヤ」と呼ばれる。
犬屋敷 愛怒歌（いぬやしき まどか）
声 - くじら
英里華親衛隊の近衛班長で、綾之峰家に代々仕えるブフォウの民の一人でもある。

### 綾之峰学園関係者
樹村 志保（きむら しほ）
銀香が普通科コースに編入した後に出来た女友達の一人で、眼鏡をしている巨乳の女の子。メイド喫茶でバイトしている。
佐東 加奈子（さとう かなこ）
銀香が普通科コースに編入した後に出来た女友達の一人で、長身の体育会系で男勝りの女の子。志保とは、漫画を描くという共通の趣味を持つ親友。
中野東 ふとし（なかのひがし ふとし）
登郎の友人で、クラスメイトの小太りの男子。志保のバイト先であるメイド喫茶の店長の息子で、志保とは親戚でもある。

### その他
泉の女神
声 - 山本希望
綾之峰家に代々伝えられる伝説の泉に宿る女神で、泉に落ちた英里華を二人に分裂させた大元である。
綾之峰 チビ華（あやのみね ちびか）
実はもう一人の綾之峰英里華。容姿や性格はまるで子供。英里華が分裂した際、泉に女神の後継ぎとして残ることを決意した鉄の彼女。女神の力が少ならず使える。一人称は「妾」で昔の人っぽい話し方をする。
安田 峰嶺（やすだ みねね）
登郎の姉で、綾峰大学博士課程の23歳。考古学者の卵で、実家から離れて、駅に近いマンションで一人暮らしをしている。
当馬 真珠（とうま しんじゅ）
登郎の幼馴染で、登郎たちが前に住んでいた村の近所の別荘地に、毎年夏の間だけ避暑に来ていたお嬢様。登郎と出会った当初は男友達の様な関係だったが、小学5年生の夏に山で暴れ猪に襲われたところを登郎に助けられたことで恋に落ち、以降は女の子らしくなって登郎にアタックしているが気付いてもらえず、峰嶺の忠告と両親の都合でアメリカに引っ越した。しかし、6巻で日本に帰国し、夏休み明けに綾之峰学園に転入する予定である。
リアージュ・S・リアジュンシュタイン
リアジュンシュタイン公国第三公女。『ベルサイユのばら』のオスカルに酷似した男装の麗人。美に執着し美少女たちをはべらせる同性愛者。銀香を強奪しものにしようと企み、登郎と勝負する。

## 書誌情報
- 赤衣丸歩郎『金の彼女 銀の彼女』講談社〈講談社コミックス月刊マガジン〉、全10巻
  1. 2014年8月16日発売[6]、ISBN 978-4-06-371433-3
  2. 2014年11月17日発売[7]、ISBN 978-4-06-371449-4
  3. 2015年4月17日発売[8]、ISBN 978-4-06-371465-4
  4. 2015年9月17日発売[9]、ISBN 978-4-06-371482-1
  5. 2016年2月17日発売[10]、ISBN 978-4-06-392512-8
  6. 2016年7月15日発売[11]、ISBN 978-4-06-392533-3
  7. 2017年1月17日発売[12]、ISBN 978-4-06-392560-9
  8. 2017年6月16日発売[13]、ISBN 978-4-06-392586-9
  9. 2017年11月16日発売[14]、ISBN 978-4-06-510817-8
  10. 2018年5月17日発売[15]、ISBN 978-4-06-511458-2